# James T. Russell
James Torrance Russell  (* 23. Februar 1931 in Bremerton (Washington)) ist ein US-amerikanischer Physiker und Erfinder (Vorläufer der Compact Disc Technologie).
Russell studierte Physik am Reed College mit dem Bachelor-Abschluss 1953. Danach war er für General Electric Physiker am Hanford Site (mit Laboratorien in Richland (Washington)). 1960 wurde er dort Senior Physicist. Ab 1965 war er am neu eröffneten Pacific Northwest National Laboratory des Battelle-Institut in Richland (ursprünglich war Battelle in Columbus (Ohio)).
Bei General Electric entwickelte er Apparaturen für Experimente und unter anderem das erste Schweißgerät mit Elektronenstrahlen und er war einer der Ersten, der einen Fernsehbildschirm und eine Tastatur als einzige Schnittstelle für Computer einrichtete. Am Battelle-Institut entwickelte er das Konzept digitaler optischer Datenspeicherung und Wiedergabe für Tonaufnahmen mit ersten Patenten 1966 und 1969. Beschrieben und ausgelesen wurde mit einem Laser und die Aufzeichnung erfolgte digital über eine photosensitive Platte. Im Jahr 1970 erhielt er ein Patent (insgesamt hatte er auf CD-Technologie bis 1985 26 Patente). Prototypen davon waren ab 1973 betriebsfertig und wurden von ihm bei vielen Firmen präsentiert (so bei Sony und Philips) und Beschreibungen versandt. Seine Aufzeichnungsmedien hatten aber den Umfang einer alten Schallplatte, auch wenn Russell ständig daran weiterarbeitete. Bei Philipps befasste man sich ebenfalls Ende der 1960er Jahre mit der Idee optischer Aufzeichnungen (Klaas Compaan), allerdings zunächst für Video (mit Laservision 1975, was aber ein Flop war). In den 1970er Jahren wurden die Entwicklungen zur CD in Konkurrenz (aber auch Austausch) zwischen Sony und Philipps vorangetrieben mit ersten Demonstrationen 1979. Die Entwicklung lief aber unabhängig von Russells Pionierarbeiten ab, auch wenn zum Beispiel Sony von ihm Lizenzen erwarb. Er blieb bis 1980 bei Batelle.
Russell gründete eine eigene Firma (Russell Assoc. Inc.), in der er seine Patente weiterentwickelte und weitere für industrielle optische Systeme entwickelte (Barcode-Scanner u. a.) . Er entwickelte auch ein optisches Aufzeichnungs- und Wiedergabegeräte hoher Geschwindigkeit ohne bewegliche Teile. Weitere Patente hatte er auf ein optisches RAM.
1980 bis 1985 war er Vizepräsident und technischer Direktor von Digital Recordings Corporation und 1991 bis 1995 von Ioptics Inc. Er wohnt in Bellevue (Washington).
Er war Mitglied der American Association for the Advancement of Science.
Es gab auch weitere frühe Erfinder von früher CD-Technologie, so David Paul Gregg (1923–2001), der Ende der 1950er Jahre bei Westrex (zu Western Electric gehörig) in Kalifornien eine Videodisk mit Elektronenstrahl-Aufzeichnung entwickelte und 1962 patentieren ließ. Er entwickelte seine Ideen optischer Aufzeichnung und Wiedergabe bei 3M und in einer eigenen Firma (Gauss Electrophysics) weiter (unter anderem eine Kamera für das System) und seine Patente wurden 1968 von MCA erworben.